# Turn und Sportverein Hartberg Volleyball (maschile)
Il Turn und Sportverein Hartberg Volleyball è una società pallavolistica maschile austriaca con sede a Hartberg: milita nel campionato di Austrian Volley League Men.

## Storia
Il Turn und Sportverein Hartberg Volleyball viene fondato il 25 gennaio 1985. Nella stagione 1997-98 debutta in 1. Bundesliga: nell'annata 2004-05 fa il suo esordio anche nelle competizioni europee, giocando la Coppa CEV, dove è eliminata nella fase a gironi. Nella stagione 2006-07 vince il suo primo trofeo, ossia la Coppa d'Austria, successo bissato nell'edizione 2012-13.
Al termine della stagione 2014-15 retrocede in 2. Bundesliga, per poi ritornare nella massima divisione austriaca a partire dal campionato 2020-21.

## Rosa 2023-2024
| N° | Nome                     | Ruolo | Data di nascita   | Nazionalità sportiva |
| -- | ------------------------ | ----- | ----------------- | -------------------- |
| 1  | Markus Klement           | P     | 26 novembre 2001  | Austria              |
| 2  | Matthias Peindl          | L     | 13 maggio 2004    | Austria              |
| 4  | Florian Gaar             | O     | 25 settembre 2001 | Austria              |
| 6  | Matthias Glatz           | S     | 4 marzo 2002      | Austria              |
| 7  | Benjamin Dörfler         | S     | 10 maggio 1999    | Austria              |
| 8  | Maximilian Bruchmann     | L     | 10 settembre 2001 | Austria              |
| 9  | Alexander Gruber         | O     | 20 giugno 2006    | Austria              |
| 10 | Lukas Glatz              | S     | 5 gennaio 2005    | Austria              |
| 11 | Tobias Willimek          | S     | 29 dicembre 2005  | Austria              |
| 12 | Fabian Putz              | L     | 2 gennaio 2000    | Austria              |
| 13 | Maximilian Thaller       | P     | 13 dicembre 1993  | Austria              |
| 15 | Đorđe Knežević           | O     | 22 agosto 1991    | Bosnia ed Erzegovina |
| 16 | Richard Hensel           | C     | 27 febbraio 2004  | Austria              |
| 17 | Dima Fedorenko           | S     | 30 giugno 1991    | Ucraina              |
| 18 | Maximilian Steinböck     | C     | 17 settembre 1999 | Austria              |
| 19 | Maximilian Schützenhöfer | P     | 21 marzo 2007     | Austria              |
| 21 | Felix Oswald             | C     | 8 gennaio 2004    | Austria              |
| 41 | Paul Scheiblhofer        | C     | 16 dicembre 2001  | Austria              |

## Palmarès
- Coppa d'Austria: 2

2006-07, 2012-13